# Дрман и Куделин
Дрман (буг. Дърман) и Куделин (буг. Куделин) су била двојица бугарских племића који су као полунезависни владари управљали Браничевом крајем 13. века (1273-1291).

## Биографија
Историчари сматрају да су Дрман и Куделин куманског порекла. Браћа су се користила слабљењем централне власти у Бугарском царству да се осамостале у области Браничева 1273. године. Престоница им је била у тврђави Ждрело на реци Млави. Браћа су располагала војском коју су чинили углавном Бугари, Татари и Кумани. Владали су независно од бугарског цара. Дрман и Куделин су редовно нападали своје западне суседе, Угарску и Сремску краљевину. Милутин је 1282. године на српском престолу наследио свога брата Драгутина остављајући му северне делове државе (Сремска краљевина). Угарска краљица Јелисавета доделила је Драгутину (који је био ожењен Јелисаветином ћерком Каталином) Мачванску и Усорско-солску бановину. Јелисавета је 1282—4. године послала трупе на Браничево, али су њене снаге одбијене, а вазалне земље опљачкане од стране Дрмана и Куделина у знак одмазде. Драгутин је са својом таштом предузео војну акцију против Дрмана и Куделина у 1285. године. Поново браћа односе победу након чега су похарали Драгутинове територије. Данило у Житију краљева и архиепископа српских описује поход Драгутина и Милутина против куманских владара. Милутин је притекао брату у помоћ. Браничево је опет дошло под српску власт. Прикључено је Сремској краљевини. Дрман и Куделин највероватније су страдали у овом походу јер се након 1291. године не помињу у историјским изворима. Пораз Дрмана и Куделина довео је до напада видинског кнеза Шишмана (оснивача бугарске династије Шишман) на Српску краљевину. Напад је завршен неуспехом. У противнападу, Милутин је заузео Видин и приморао Шишмана да се ожени ћерком свог великаша Драгоша.